# Île Garo (Loctudy)
Ne doit pas être confondu avec l'île Garo de Landéda
L'île Garo est une île de la commune de Loctudy (Finistère).

## Géographie
D'une superficie de 17 hectares (850 m de longueur sur 250 m de largeur maximale), elle est localisée dans l'estuaire de la rivière de Pont-l'Abbé, face à l'Île-Tudy. L'île est reliée au continent par un pont routier. 

## Toponymie
Son nom ne vient pas, comme parfois évoqué, de karw (cerf en breton), mais de garw (âpre, rude, rugueux).